# Itazura na Kiss
Itazura na Kiss (Beso
travieso?) es una serie de manga y anime japonés escrita e ilustrada por Kaoru Tada. La editorial Shueisha comenzó a editarla y publicarla en la revista Margaret Magazine. El manga llegó a ser tan popular que en 1996 se creó un dorama en Japón y otro en Taiwán en 2005, y también en 2007 una secuela que finalizó su emisión en 2008.

## Producción
La editorial Shueisha comenzó a editarla y publicarla en la revista Margaret en junio de 1990. Originalmente se planificó como tres historias cortas, pero Kaoru Tada y la serie llegaron a ser tan populares entre los lectores que se lanzó como una publicación de larga duración. Se han vendido unos 35 millones de ejemplares de la serie consistente en 23 volúmenes, que aunque fue serializada hasta 1999, el manga nunca llegó a completarse puesto que la autora falleció repentinamente en un accidente cuando se mudaba con su marido y su hijo.  Siguió publicándose con el permiso de su esposo, y Osamu Harada terminó la historia en dos volúmenes publicados por la revista Cobalt. 
En 1996, la cadena de televisión japonesa TV Asahi hizo una serie de televisión, Itazura na Kiss, interpretada por Aiko Sato y Takashi Kashiwabara.
En 2005, la cadena de televisión CTV de Taiwán hizo una serie de televisión titulada It Started With A Kiss'' finalizada en 2006, y que tuvo una secuela en 2007 llamada They Kiss Again que se terminó de emitir en 2008. Fue interpretada por Ariel Lin y Joe Cheng.
De abril a septiembre de 2008 se comenzó a transmitir la versión anime en CBC TV y TBS. La parte incompleta de la historia original se completó basada en unas notas que Kaoru Tada dejó antes de morir.
Desde el 27 de noviembre a septiembre de 2008 se presentó una versión de teatro en Theater sunmall con el título de Stage version Mischievous Kiss～School Legend of The Love Ally.
El 1 de septiembre de 2010 se estrenó la adaptación surcoreana con el nombre de Playful Kiss, protagonizada Kim Hyun Joong y Jung So Min. Esta versión no fue muy popular en su país de origen, pero sí internacionalmente: para satisfacer a los seguidores se emitió una versión en YouTube dando un final a la historia.

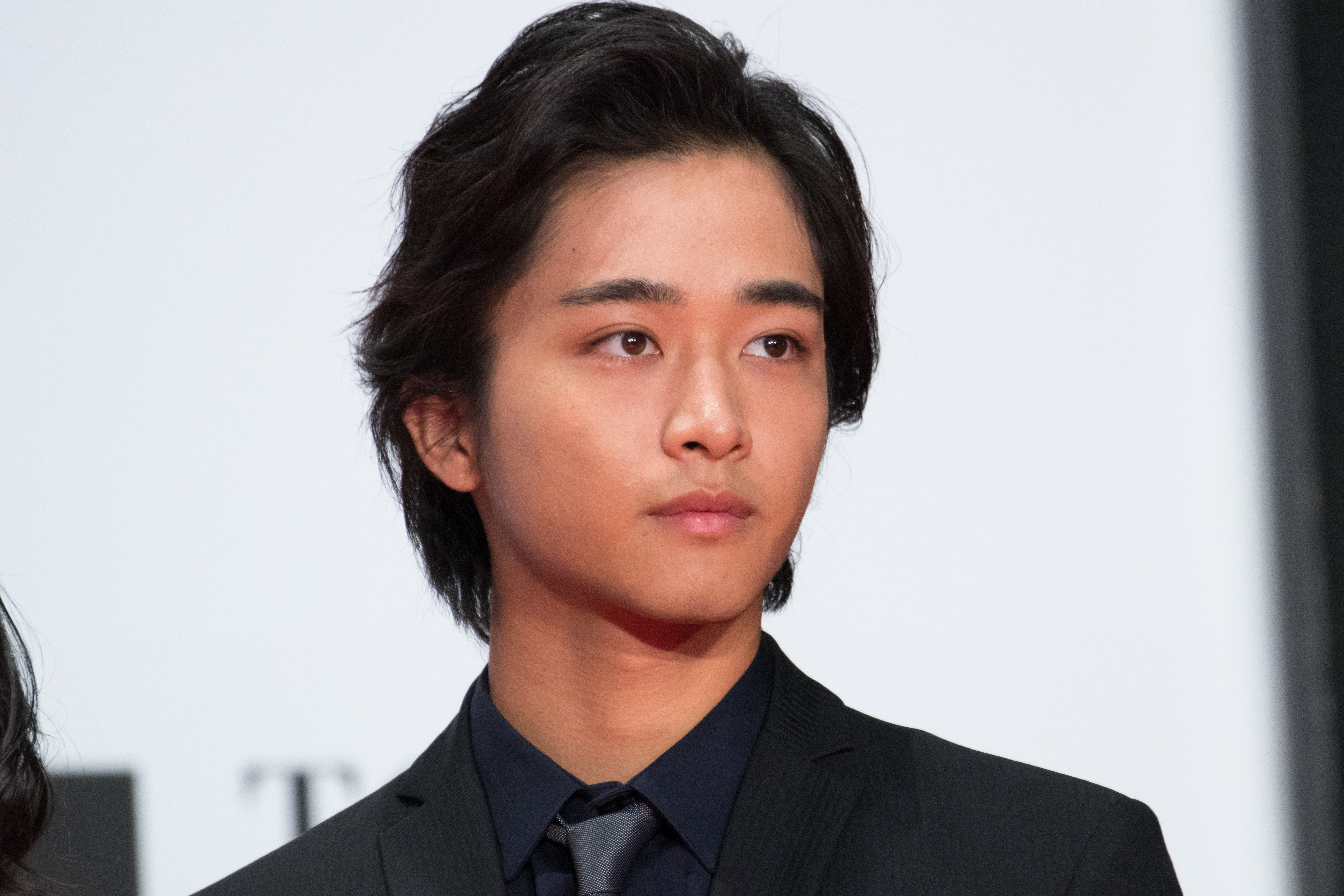
Kanta Satō en la ceremonia de inauguración del Festival Internacional de Cine de Tokio de 2016

El 29 de marzo de 2013 se estrenó la serie de televisión Itazura na Kiss ~Love in Tokyo, por la cadena de televisión Fuji TV y con las interpretaciones de Honoka Miki y Yuki Furukawa. Tuvo una película de televisión en el 2014, Itazura na Kiss 2 ~Love in Okinawa, previamente al estreno de la secuela Itazura na Kiss 2~ Love in Tokyo.
El 5 de octubre del 2015 se estrenó la versión tailandesa (Lakorn) por la cadena True Asian Kiss Me interpretada por Mike D'Angelo y Sushar Manaying , previamente al estreno, el día 29 de septiembre del 2015 se transmitió un especial de 60 minutos por la misma cadena de televisión.
En el 2016 se estrenaron dos versiones más, en la cadena PPTV de Taiwán, y por LINE TV Miss in Kiss con las actuaciones de Esther Wu y Dino Lee. En Japón se estrenó la trilogía de películas Mischievous Kiss The Movie, la primera parte y la segunda parte ya fueron estrenadas, mientras que la tercera parte está pendiente de lanzamiento para el 2017. Con las actuaciones de Reina Visa y Kanta Satō.

## Argumento
Itazura na Kiss cuenta la historia de amor de Kotoko Aihara y Naoki Irie, que comienza cuando Kotoko entrega una carta de amor a Naoki, quien la rechaza frente de todos sus compañeros, gracias a esto Kotoko decide olvidarse de él. Esa misma tarde, tras un terremoto, la casa de Kotoko es destruida. Al día siguiente su padre le comunica que un gran amigo suyo los ha invitado a vivir a su casa, por tanto esa misma tarde se mudan, sin embargo no esperaba que el amigo de su padre en realidad fuera el padre de Irie Naoki. Ahora que comienzan a vivir juntos se empiezan a desatar divertidas y románticas aventuras de estos dos jóvenes.

## Personajes

### Principales

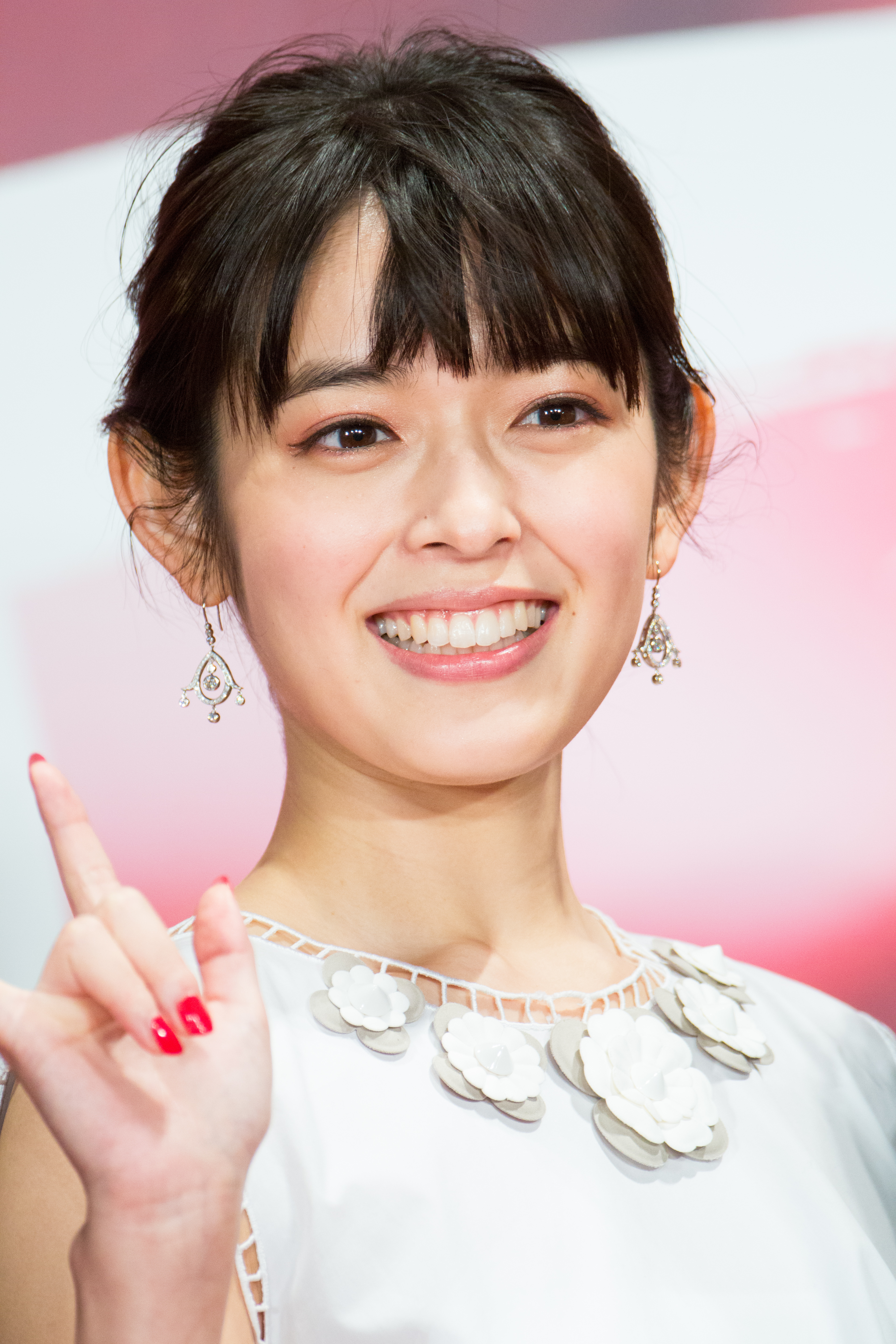
Honoka Miki, de la versión japonesa del 2013 al 2014.

Kotoko Aihara (相原 琴子Aihara Kotoko) La protagonista femenina de la historia, al inicio de la serie tiene 17 años de edad. Durante la ceremonia de bienvenida se enamora del mejor estudiante de su generación, Naoki Irie, mientras él lee el primer discurso. Cuando se arma de valor e intenta declararse a Naoki mediante una carta, él la rechaza sin leerla, alegando que «no le gustan las chicas estúpidas», refiriendose a que ella en la escuela está en la Clase F, donde están los peores alumnos, mientras que Naoki se encuentra en la Clase A. Si bien ella no es muy lista, si es muy enérgica y perseverante. Ese mismo día más tarde se muda con su padre a una nueva casa poque la suya fue destruida ese mismo día por un terremoto. Ambos se trasladan a vivir con un amigo de su padre, que resulta ser el padre de Naoki Irie. Producto de esta convivencia, logra conquistar a Naoki, con quien se casa. Cuando Naoki decide especializarse en medicina, ella estudia enfermería para trabajar a su lado y luego ingresa como enfermera en el mismo hospital, a pesar de todo le tiene confianza. (Al inicio de la serie empieza con 17 años, luego 19 cuando se casa con Irie, 22 cuando se convierte en enfermera, cumple 26 en el capítulo 22). Es madre de Kotomi. Su tipo de sangre es 0+ y su signo del zodiaco es Libra. Su cumpleaños es el 28 de septiembre.
- Seiyū: Nana Mizuki como Kotoko Aihara

- 1996: Aiko Sato como Kotoko Aihara
- 2005: Ariel Lin como Yuan Xiang Qin
- 2006: Ayudia Bing Slamet
- 2007: Ariel Lin como Yuan Xiang Qin
- 2008: Asami Abe como Kotoko Aihara
- 2009: Asami Abe como Kotoko Aihara
- 2010: Jung So Min como Oh Ha Ni
- 2013: Honoka Miki como Kotoko Aihara
- 2014: Honoka Miki como Kotoko Aihara
- 2015: Sushar Manaying como Theeraphat Ingkuranon / Taliw
- 2016: Reina Visa como Kotoko Aihara
- 2016: Esther Wu como Xiang Yue Qin
- 2017: Reina Visa como Kotoko Aihara

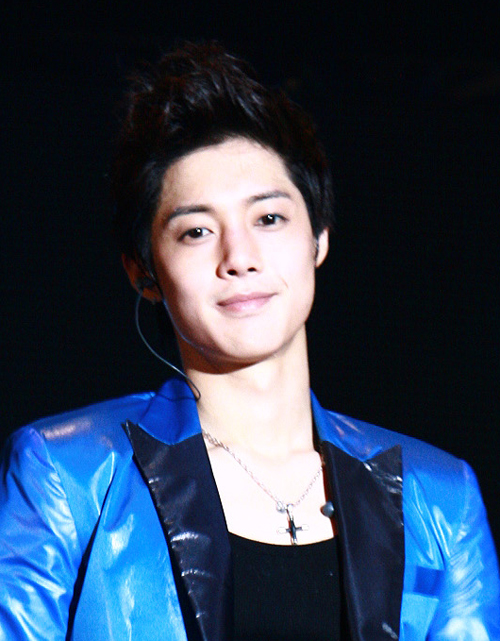
Kim Hyun Joong, de la versión coreana

Yuki Furukawa, de la versión japonesa del 2013 al 2014.

Naoki Irie (入江 直樹 Irie Naoki) Es el protagonista masculino del manga, un chico frío y algo cruel al hablar, actitud que adquirió de pequeño porque su madre lo vestía de niña. Al principio carecía de metas en su vida, puesto que por su inteligencia estaba destinado que seguiría con la empresa de su padre. Es extremadamente inteligente, aprende las cosas con solo leerlas una vez, por ello jamás estudiaba. Tiene un coeficiente intelectual de 200 y es el primero entre los estudiantes de su instituto y probablemente de todo Japón. Le gusta jugar al tenis. Cuando Kotoko entró a vivir en su casa, su vida rutinaria, controlada y segura cambió por completo y aunque al principio la ignoró por completo, cuando la conoció se sorprendió, puesto que ella tiene muy claro lo que quiere y hará lo que sea para que sus sueños se hagan realidad. Poco a poco se enamora de ella, aunque no muestra sus sentimientos hasta que se entera de que Kinnosuke ha propuesto formalmente matrimonio a Kotoko y ella tiene que contestarle. Naoki la busca, se le declara y juntos se marchan apresuradamente a casa para pedirle la mano a su padre, provocando un shock general. Esa misma noche, cuando Kotoko le pregunta: ¿qué estás haciendo?, Naoki responde que él realmente quería casarse con ella. Es padre de Kotomi. Su tipo de sangre es el AB+ y su signo zodiacal es Escorpio. Su cumpleaños es el 12 de noviembre.
- Seiyū: Daisuke Hirakawa
- 1996: Takashi Kashiwabara como Naoki Irie
- 2005: Joe Cheng como Jiang Zhi Shu
- 2006: Marcel Chandrawinata
- 2007: Joe Cheng como Jiang Zhi Shu
- 2008: Ren Yagami como Naoki Irie
- 2009: Ruito Aoyagi como Naoki Irie
- 2010: Kim Hyun Joong como Baek Seung Jo
- 2013 Yuki Furukawa como Naoki Irie
- 2014 Yuki Furukawa como Naoki Irie
- 2015: Mike D'Angelo como Thatrapee Warophat / Tenten
- 2016: Kanta Sato como Naoki Irie
- 2016: Dino Lee como Jiang Zhi Shu
- 2017: Kanta Sato como Naoki Irie

 Kotomi Irie. La hija pequeña de Kotoko y Naoki, aparece en el capítulo 24, compite con Kotoko por la atención de Naoki. Tiene la misma actitud que Kotojo, pero heredó la inteligencia de Naoki. Aún a pesar de la rivalidad con su madre, la ama mucho y aprecia al igual que su padre.
- Seiyū: Tomoko Kaneda[38]
- 2014:

### La familia
Yuuki Irie (入江 裕樹 Irie Yuki) Es el hermano menor de Naoki. Al principio no le gusta nada Kotoko y siempre hace lo que quiere con ella, pero poco a poco la va aceptando, aunque no cambia su trato hacia ella.
- Seiyū: Romi Paku como Yuuki Irie
- 1996: Ryotaro Akashi
- 2005: Zhang Bo Han
- 2007: Zhang Bo Han / Cong Yang
- 2010: Choi Won Hong
- 2013: Yuga Aizawa
- 2014: Yuga Aizawa / Yoshiaki Miyagi
- 2015: Yukung Watanabe
- 2016: Ruiki Sato
- 2016: Shen Chang Hung
- 2017: Ruiki Sato

Noriko Irie ( 入江 紀子 Irie Noriko casada 一色 紀子 Isshoku Noriko soltera) Es la controladora madre de Naoki. Siempre está tramando planes para unir a Naoki con Kotoko. Es una gran madre que ama a sus hijos llegando incluso al punto de entrometerse en sus vidas privadas y tomar decisiones apresuradas sobre sus asuntos como por ejemplo cuando Naoki pide la mano de Kotoko ya tenía toda la boda planeada en dos semanas.
- Seiyū: Naoko Matsui
- 1996: Miyoko Asada
- 2005: Cyndi Chao
- 2007: Cyndi Chao
- 2010: Jung Hye Young
- 2013: Tomomi Nishimura
- 2014: Tomomi Nishimura
- 2015: Inthiporn Yuenyong
- 2016: Hikari Ishida
- 2016: Vega Tsai
- 2017: Anju Suzuki

Shigeki Irie (入江重樹 Irie Shigeki aka Iri-chan) Es el padre de Naoki, es una persona de buen corazón que quiere a sus hijos. Siempre ha esperado que Naoki le suceda en la presidencia de su compañía de juguetes.
- Seiyū: Takashi Nagasako
- 1996: Yu Tokui
- 2005: Zhang Yong Zheng
- 2007: Zhang Yong Zheng
- 2010: Oh Kyung Soo
- 2013: Kakaricho Imoaraizaka
- 2014: Kakaricho Imoaraizaka
- 2015: Puttipong Promasakha Na Sakoinakorn
- 2016: Hidehiko Ishizuka
- 2016: 趙自強[39]

Shigeo Aihara (相原 重雄 Aihara Shigeo aka Ai-chan) Es el padre de Kotoko. Es chef de su propio restaurante y accede a que Kinnosuke sea su aprendiz. Perdió a su esposa.
- Seiyū: Bin Shimada
- 1996: Naito Takashi
- 2005: Tang Cong Sheng
- 2007: Tang Cong Sheng
- 2010: Kang Nam Gil
- 2013: Yoji Tanaka
- 2014: Yoji Tanaka
- 2015: Jirawat Vachirasarunpatra
- 2016: Takanori Jinnai
- 2016: Honduras (actor)

Chibi Es el perro de la familia. En el manga se lo regalan a Yuuki sus compañeros de clase.
- 2005: Ricky como Xiao Keai
- 2007: Ricky como Xiao Keai

### Amigos

#### Chicas
Jinko Komori (小森 じん子 Komori Jinko) Es una de las mejores amigas de Kotoko. Sale con un músico.
- Seiyū: Kinoko Yamada[38]

Satomi Ishikawa ( 石川 理美 Ishikama Satomi) Es una de las mejores amigas de Kotoko. Se casa y tiene una hija llamada Kiseki que parece estar muy unida a Yuuki.
- Seiyū: Risa Hayamizu[38]

Yuuko Matsumoto (松本 裕子 Matsumoto Yuuko) Es una de las pretendientes de Naoki. Le gusta Naoki desde antes de la universidad, pero decide rendirse cuando Naoki y Kotoko se casan. Después de la graduación, comienza a trabajar en una compañía informática y más adelante se casa con Sudou.
- Seiyū: Yuki Masuda
- 1996: Maju Ozawa
- 2005: Tiffany Hsu
- 2007: Tiffany Hsu
- 2010: Lee Si Young
- 2013: Kanna Mori
- 2014: Kanna Mori
- 2015: Pim Bubear
- 2016: Ayane
- 2016: Xi Wei Lun
- 2017: Ayane

Ayako Matsumoto (松本 綾子 Matsumoto Ayako) Es la hermana pequeña de Yuuko. Al principio le gusta Naoki, pero después comienza a salir con un admirador de Kotoko, Takendo.
- Seiyū: Saori Seto[40]
- CD: Yu Asakawa
- 2005: Nikki Hsieh
- 2013: Ayamu
- 2016: Winnie Wu
- 2017: Sarii Ikegami

Konomi Sagawa (好美 Sagawa Konomi aka Konomi-chan) Tiene la misma personalidad ingenua y descuidada de Kotoko, así como sus terribles calificaciones. Le gusta Yuuki desde la primaria, pero él rechazó ser su amigo. Con ayuda de Kotoko y Naoki consigue que Yuuki la acepte poco a poco, en los capítulos finales del manga se plantea la duda de si Yuuki está enamorado de ella.
- 2007: Lin Jia Yu / Summer Meng
- 2014: Ayu Matsuura / Karin Ono

Tomoko Ogura (智子 Ogura Tomoko) Es una compañera de clase de Kotoko en la carrera de enfermería. Ella es un ángel, es dulce y adorable. Pero se vuelve loca cuando ve sangre, volviéndose una persona aterradora.
- Seiyū: Mako Katagaiai[38]
- 2007: Bernice Tsai
- 2014: Risako Ito

Marina Shinagawa (品川 真里奈 Shinagawa Marina) Es otra compañera de clase de Kotoko que estudia enfermería para casarse con un doctor. Está saliendo con Funetsu.
- Seiyū: Marina Inōe[38]
- 2007: Jiang Pei Zhen
- 2014: Juria Kawakami

Christine Robbins (克莉斯 クリスティーヌ・ロビンス) En el manga es una estudiante de intercambio inglesa que llega a Japón para encontrar a su novio japonés. En el anime es la hija de un poderoso inversionista Inglés. Naoki quería casarse con ella solo para ayudar a la compañía de su padre, al borde de la quiebra. Pero cuando ella comprendió que realmente Naoki estaba enamorado de Kotoko decidió romper el compromiso. Se enamora de Kinnosuke.
- Seiyū: Yūko Gotō[38]
- 2007: Larisa Bakurova
- 2010: Abigail Alderete
- 2014: Noemie Nakai

Akiko (秋子 Akiko aka Akiko-chan) Es un paciente que asignaron a Keita cuando comenzó a trabajar como interno en el hospital. Durante este tiempo, perdió la fe en sí misma y dejó de intentar volver a andar. Tras un susto de Tomoko volvió a caminar.
- Seiyū: Saori Seto[40]
- 2007: Apple Lin
- 2014: Narumi Akizuki

Toyo Yoshida (吉田トヨ Yoshida Toyo aka Yoshida-san, Toyo Ba-chan) A los 80 años, la señora da muchos problemas a las enfermeras. Vela por Kotoko y quiere a Naoki.
- Seiyū: Hisako Kyōda[38]
- 2007: Qiu Xiu Min
- 2014: Kazue Tsunogae

#### Chicos
Kinnosuke Ikezawa (池沢 金之助 Ikezawa Kinnosuke aka Kin-chan, Aniki) Está enamorado de Kotoko desde el instituto y no se rindió hasta que Naoki confesó sus sentimientos por Kotoko y se casaron. Un año después, se casó con Christina, terminando así su amor por Kotoko. Siempre estuvo al lado de Kotoko y aunque es muy pesado, es una gran persona.
- Seiyū: Shūhei Sakaguchi
- 1996: Shinsuke Aoki
- 2005: Jiro Wang
- 2007: Jiro Wang
- 2010: Lee Tae Sung
- 2013: Yuki Yamada
- 2014: Yuki Yamada
- 2015: Setthapong Phiangphor
- 2016: Shimon Okura
- 2016: Gong Yi Teng
- 2017: Shimon Okura

Sudou (須藤 Sudou aka Sudou-senpai, Oni no Sudou) Está enamorado de Yuuko desde el colegio, pero nunca terminó ganándose su corazón. Kotoko le describe como una persona con doble personalidad. Él es muy simpático cuando no sostiene una raqueta de tenis en sus manos, cuando lo hace, él se convierte en una persona ambiciosa y competitiva (Especialmente con Naoki, pero él siempre pierde contra él).
- Seiyū: Akio Otsuka
- CD: Mitsuo Iwata
- 2005: Jason Wang es Wang Hao Qian (王皓謙).
- 2007: Jason Wang es Wang Hao Qian (王皓謙).
- 2010: Choi Sung Guk
- 2013: Masaki Kaji
- 2014: Masaki Kaji
- 2015: Techin Chayuti
- 2016: Cliff Cho

Takendo Nakagawa (中川 武人 Nakagawa Taketo o Takendo) Es uno de los admiradores de Kotoko. Él ingresó en su colegio e intentó ganársela hasta la fecha. Pero finalmente se enamoró de Ayako, la hermana pequeña de Yuuko.
- 2005: Sean Lee
- 2010: Choi Sung Joon
- 2013: Akiyoshi Utsumi
- 2016: Wish Chu

Ryo Takamiya (高宮 良 Takamiya Ryo) Fue el novio rico de Satomi y luego su marido. Él es un chico obediente, y tuvo una dura racha con su madre quien no quería que se casara con Satomi, pero después de una pequeña charla con Kotoko, decide darle su corazón y casarse con Satomi.
- 2005: Aaron Yan
- 2007: Aaron Yan
- 2013: Atsushi Shiramata
- 2016: Jeff Kuo

Keita Kamogari (鴨狩 啓太 Kamogari Keita) Es un compañero de Kotoko en enfermería. Es un apasionado de la enfermería y puede ser muy feroz si las cosas no marchan bien. Naoki siente celos por la relación que mantiene con Kotoko, pero después de ver que Kotoko y Naoki se quieren, decide rendirse con ella. Al principio está enamorado de Kotoko. Finalmente, cuida a Akiko y se enamora de ella.
- Seiyū: Nobutoshi Canna
- 2007: Figaro Ceng
- 2014: Arata Horii

Motoki Kikyou (桔梗 幹 Kikyou Motoki aka Moto-chan, Motto) Es otro compañero de Kotoko en clase de enfermería. Nació siendo un chico, pero se siente mujer. De todos los chicos que Kotoko conoce es el más afeminado. Es el presidente del club de seguidores de Naoki.
- Seiyū: Mitsuki Saiga

Seichi Funatsu (船津 Funatsu Seichi) Es el rival de Naoki en la facultad de medicina. Él intenta ser mejor que Naoki, pero nunca lo logra. Él proclamó que no le gusta. Está enamorado de la compañera de clase de Kotoko, Marina.
Nobuhiro Kimura (木村 ノブヒロ Kimura Nobuhiro aka Non-chan, Nobu) Es un amigo que Yuuki hizo cuando estuvo en el hospital. Tiene problemas con sus riñones y vive prácticamente en el hospital. Años más tarde, regresa como un modelo famoso que se ha rendido en la vida, pero Naoki y Kotoko consiguen devolverle la esperanza de nuevo.
- Seiyū: Junko Noda
- 2007: Wang Zi
- 2016: Lucas Luo

### Actores por países
| Nombre                                                        | Seiyū Japón      | 1996 Japón          | 2005 2007 Taiwán         | 2006 India           | 2008 2009 Japón         | 2010 Corea del Sur | 2013 2014 Japón             | 2015 Tailandia                       | 2016 Taiwán      | 2016 2017 Japón           |
| ------------------------------------------------------------- | ---------------- | ------------------- | ------------------------ | -------------------- | ----------------------- | ------------------ | --------------------------- | ------------------------------------ | ---------------- | ------------------------- |
| Aihara Kotoko Kotoko Aihara 相原 琴子                         | Nana Mizuki      | Aiko Sato           | Ariel Lin                | Ayudia Bing Slame    | Asami Abe               | Jung So Min        | Honoka Miki                 | Sushar Manaying                      | Esther Wu        | Reina Visa                |
| Irie Naoki Naoki Irie 入江 直樹                               | Daisuke Hirakawa | Takashi Kashiwabara | Joe Cheng                | Marcel Chandrawinata | Ren Yagami Ruito Aoyagi | Kim Hyun Joong     | Yuki Furukawa               | Mike D'Angelo                        | Dino Lee         | Kanta Sato                |
| Irie Kotomi Kotomi Irie 入江 琴美                             | Tomoko Kaneda    |                     |                          |                      |                         |                    |                             |                                      |                  |                           |
| Irie Yuuki Yuukie Irie 入江 裕樹                              | Romi Paku        | Ryotaro Akashi      | Zhang Bo Han / Cong Yang |                      |                         | Choi Won Hong      | Yuga Aizawa Yoshiaki Miyagi | Yukung Watanabe                      | Shen Chang Hung  | Ruiki Sato                |
| Irie Noriko Noriko Irie 入江 紀子                             | Naoko Matsui     | Miyoko Asada        | Cyndi Chao               |                      |                         | Jung Hye Young     | Tomomi Nishimura            | Inthiporn Yuenyong (Yuenyong Intira) | Vega Tsai        | Hikari Ishida Anju Suzuki |
| Irie Shigeki Shigeki Irie 入江重樹                            | Takashi Nagasako | Yuu Tokui           | Zhang Yong Zheng         |                      |                         | Oh Kyung Soo       | Kakaricho Imoaraizaka       | Puttipong Promasakha Na Sakoinakorn  | 趙自強           | Hidehiko Ishizuka         |
| Ahihara Shigeo Shigeo Aihara 相原 重雄                        | Bin Shimada      | Naito Takashi       | Tang Cong Sheng          |                      |                         | Kang Nam Gil       | Yoji Tanaka                 | Jirawat Vachirasarunpatra            | Honduras (actor) | Takanori Jinnai           |
| Chibi                                                         |                  |                     | Ricky                    |                      |                         |                    |                             |                                      |                  |                           |
| Komori Jinko Jinko Komori 小森 じん子                         | Kinoko Yamada    |                     |                          |                      |                         |                    | Nanami Fujimoto             |                                      |                  |                           |
| Ishikama Satomi Satomi Ishikawa 石川 理美                     | Risa Hayamizu    |                     |                          |                      |                         |                    | Kasumi Yamaya               |                                      |                  |                           |
| Matsumoto Yuuko Yuuko Matsumoto 松本 裕子                     | Yuki Masuda      | Maju Ozawa          | Tiffany Hsu              |                      |                         | Lee Si Young       | Kanna Mori                  | Pim Bubear                           | Xi Wei Lun       | Ayane                     |
| Matsumoto Ayako Ayako Matsumoto 松本 綾子                     | Saori Seto       |                     | Nikki Hsieh              |                      |                         |                    | Ayamu                       |                                      | Winnie Wu        | Sarii Ikegami             |
| Sagawa Konomi Konomi Sagawa 好美                              |                  |                     | Lin Jia Yu / Summer Meng |                      |                         |                    | Ayu Matsuura Karin Ono      |                                      |                  |                           |
| Ogura Tomoko Tomoko Ogura 智子                                | Mako Katagaiai   |                     | Bernice Tsai             |                      |                         |                    |                             |                                      |                  |                           |
| Shinagawa Marina Marina Shinagawa 品川 真里奈                 | Marina Inōe      |                     | Jiang Pei Zhen           |                      |                         |                    | Juria Kawakami              |                                      |                  |                           |
| Robinsu Kurisutinu Christine Robbins クリスティーヌ・ロビンス | Yūko Gotō        |                     | Larisa Bakurova          |                      |                         | Abigail Alderete   | Noemie Nakai                |                                      |                  |                           |
| Akiko 秋子                                                    | Saori Seto       |                     | Apple Lin                |                      |                         |                    | Narumi Akizuki              |                                      |                  |                           |
| Yoshida Toyo Toyo Yoshida 吉田トヨ                            | Hisako Kyōda     |                     |                          |                      |                         |                    | Kazue Tsunogae              |                                      |                  |                           |
| Ikezawa Kinnosuke Kinnosuke Ikezawa 池沢 金之助               | Shūhei Sakaguchi | Shinsuke Aoki       | Jiro Wang                |                      |                         | Lee Tae Sung       | Yuki Yamada                 | Setthapong Phiangphor                | Gong Yi Teng     | Shimon Okura              |
| Sudou 須藤                                                    | Akio Otsuka      |                     | Jason Wang               |                      |                         | Choi Sung Guk      | Masaki Kaji                 | Techin Chayuti                       | Cliff Cho        |                           |
| Nakagawa Taketo Taketo Nakagawa Takendo Nakagawa 中川 武人    |                  |                     | Sean Lee                 |                      |                         | Choi Sung Joon     | Akiyoshi Utsumi             |                                      | Wish Chu         |                           |
| Takamiya Ryo Ryo Takamiya 高宮 良                             |                  |                     | Aaron Yan                |                      |                         |                    | Atsushi Shiramata           |                                      | Jeff Kuo         |                           |
| Kamogari Keita Keita Kamogari 鴨狩 啓太                       | Nobutoshi Canna  |                     | Figaro Ceng              |                      |                         |                    | Arata Horii                 |                                      |                  |                           |
| Kikyou Motoki Motoki Kikyou 桔梗 幹                           | Mitsuki Saiga    |                     |                          |                      |                         |                    |                             |                                      |                  |                           |
| Funatsu Seichi Seichi Funatsu 船津                            |                  |                     |                          |                      |                         |                    |                             |                                      |                  |                           |
| Kimura Nobuhiro Nobuhiro Kimura 木村 ノブヒロ                 | Junko Noda       |                     | Wang Zi                  |                      |                         |                    |                             |                                      | Lucas Luo        |                           |
| Robinsu Mary Mary Robbins マリー・ロビンス                    | Urara Takano     |                     |                          |                      |                         |                    |                             |                                      |                  |                           |
| Watanabe                                                      | Yuuki Ono        |                     |                          |                      |                         |                    | Sara Kaai                   |                                      |                  |                           |

## Libros
- Margaret Comics "Mischief Kiss" Los 23 volúmenes.

1. (ISBN 4-08-849727-9 Primera edición publicada el 30 de enero de 1991)
2. (ISBN 4-08-849755-4 Primera edición publicada el 1 de abril de 1991)
3. (ISBN 4-08-849793-7 Primera edición publicada el 28 de agosto de 1991)
4. (ISBN 4-08-849832-1 Primera edición publicada el 21 de diciembre de 1991)
5. (ISBN 4-08-849872-0 Primera edición publicada el 29 de abril de 1992)
6. (ISBN 4-08-848013-9 Primera edición publicada el 30 de agosto de 1992)
7. (ISBN 4-08-848050-3 Primera edición publicada el 22 de febrero de 1992)
8. (ISBN 4-08-848088-0 Primera edición publicada el 27 de abril de 1993)
9. (ISBN 4-08-848129-1 Primera edición publicada el 30 de agosto de 1993)
10. (ISBN 4-08-848169-0 Primera edición publicada el 22 de diciembre de 1993)
11. (ISBN 4-08-848238-7 Primera edición publicada el 30 de julio de 1994)
12. (ISBN 4-08-848278-6 Primera edición publicada el 30 de noviembre de 1994)
13. (ISBN 4-08-848336-7 Primera edición publicada el 30 de abril de 1995)
14. (ISBN 4-08-848415-0 Primera edición publicada el 30 de octubre de 1995)
15. (ISBN 4-08-848468-1 Primera edición publicada el 28 de febrero de 1996)
16. (ISBN 4-08-848506-8 Primera edición publicada el 29 de mayo de 1996)
17. (ISBN 4-08-845554-8 Primera edición publicada el 30 de septiembre de 1996)
18. (ISBN 4-08-848616-1 Primera edición publicada el 2 de marzo de 1997)
19. (ISBN 4-08-848682-X Primera edición publicada el 30 de julio de 1997)
20. (ISBN 4-08-848784-2 Primera edición publicada el 30 de marzo de 1998)
21. (ISBN 4-08-848836-9 Primera edición publicada el 29 de julio de 1998)
22. (ISBN 4-08-847002-8 Primera edición publicada el 2 de diciembre de 1998)
23. (ISBN 4-08-847067-2 Primera edición publicada el 30 de mayo de 1999)

- Shueisha Bunko[41] - Comic version "Itazura Kiss" Los 14 volumes
- Shueisha Girls Remix[42] "Itazura Kiss" Los 6 volumes
- Mischievous Kiss - Kaoru Tada Kyo Illustration Collection SG Comics Special
- Fair bell comics "Itazura Kiss" Los 12 volumes
- Cobalt Bunko[43] "Itazura Kiss" 2 volumes (Autor - Nori Harada)

## Series de Televisión

### Japón

#### Itazura na Kiss (イタズラなKiss)
Tarde para una reunión, Kotoko corre a lo largo del pasillo de la escuela y se topa con Naoki, sus labios se encontraron. Naoki muestra su disgusto, pero Kotoko empieza a idolatrarlo, ya que es bueno en todo, desde los estudios hasta los deportes. Cuando la casa de Kotoko se incendió, la buena amiga de su padre, Noriko Irie, les invitó a mudarse con su familia. Fue entonces cuando Kotoko se dio cuenta de que Naoki era el hijo mayor de Noriko, quien asumió el papel de hada madrina para unirlos a los dos... a pesar de que Naoki estaba disgustado. No desanimada, la torpe y no tan brillante Kotoko comenzó a hacer todo lo que pudiera para cambiar la impresión que tenía él sobre ella. Poco a poco, el frío Naoki que no les gustaba las niñas comienza a tener sentimientos por Kotoko.

##### Detalles
- Episodios: 25
- Periodo de emisión: Oct 14, 1996 a Dec 16, 1996
- Horario: Lunes
- Cadena: TV Asahi
- Duración: 45 min.
- Director: Yasuharu Isshi.
- Tema: Steady de Speed

##### Reparto
| Nombre              | Rol                           | Personaje          |
| ------------------- | ----------------------------- | ------------------ |
| Takashi Kashiwabara | Naoki Irie                    | Naoki Irie         |
| Aiko Sato           | Kotoko Aihara                 | Kotoko Aihara      |
| Miyono Asada        | Machiko Irie                  | Noriko Irie        |
| Yuu Tokui           | Masaki Irie                   | Shigeki Irie       |
| Ryotaro Akashi      | Yuki Irie                     | Yuki Irie          |
| Naitou Takashi      | Shigeo Aihara                 | Shigeo Aihara      |
| Yukie Nakama        | Sonoko Yada                   |                    |
| Shinsuke Aoki       | Kinnosuke Nakamura / Kin-chan | Kinnosuke Nakamura |
| Maju Ozawa          | Reiko Matsumoto               | Yuuko Matsumoto    |
| Sakura Uehara       |                               |                    |
| Shinsuke Aoki       |                               |                    |
| Tomomi Miyauchi     |                               |                    |
| Yukie Nakama        |                               |                    |

#### Itazura na Kiss ~Love in Tokyo (イタズラなKiss～Love in TOKYO)
En la ceremonia de ingreso a la escuela secundaria, la estudiante Kotoko Aihara de clase F ve al guapo e inteligente Naoki Irie de la clase A. Ella se enamora de él inmediatamente. Kotoko inicialmente no expresa sus sentimientos hacia él, pero finalmente tiene las agallas de confesarse a través de una carta. Desafortunadamente, Naoki rechaza la carta de Kotoko, diciendo: “No me gustan las mujeres tontas.”
Un día, la casa de Kotoko Aihara es gravemente dañada por una estrella fugaz. Debido a los daños, hasta que la casa sea reconstruida, Kotoko Aihara y su padre deciden vivir con un amigo de su padre. Cuando Kotoko se traslada a su nueva casa temporal, recibe la sorpresa que es la casa de los Irie y que Naoki vive ahí.

##### Detalles
- Episodios: 16
- Periodo de emisión: Mar 29, 2013 a Jul 19, 2013
- Horario: Viernes
- Cadena: Fuji TV TWO
- Duración: 45 min.
- Director: Koto Nagata
- Tema: "Update" de Sabão
- Tema final: Takaramono (Thank For All) de Sabão

##### Reparto
| Nombre              | Rol                      | Personaje         |
| ------------------- | ------------------------ | ----------------- |
| Honoka Miki         | Kotoko Aihara            | Kotoko Aihara     |
| Yuki Furukawa       | Naoki Irie               | Naoki Irie        |
| Tomomi Nishimura    | Noriko Irie              | Noriko Irie       |
| Koura Kazumasa      | Shigeki Irie             | Shigeki Irie      |
| Yuga Aizawa         | Yuuki Irie               | Yuuki Irie        |
| Yoji Tanaka         | Shigeru Aihara           | Shigeru Aihara    |
| Yuki Yamada         | Kinnosuke Ikezawa        | Kinnosuke Ikezawa |
| Nanami Fujimoto     | Jinko Komori             | Jinko Komori      |
| Kasumi Yamaya       | Satomi Ishikawa          | Satomi Ishikawa   |
| Keisuke Shibasaki   | Gintaro                  |                   |
| Takahiro Iida       | Dozo                     |                   |
| Sara Kaai           | Watanabe                 |                   |
| Kanna Mori          | Yuuko Matsumoto          | Yuuko Matsumoto   |
| Masaki Kaji         | Sudo-senpai              |                   |
| Riho Takada         | Sahoko Oizumi            |                   |
| Paroma Ito          | Estudiante (ep.1)        |                   |
| Aiko Sato           | Enfermera (ep.10)        |                   |
| Shuto Miyazaki      | Nobu Narasaki (ep.11,16) |                   |
| Atsushi Shiramata   | Ryo Takamiya             | Ryo Takamiya      |
| Takashi Kashiwabara | Doctor (ep. 15)          |                   |

#### Itazura na Kiss 2 ~Love in Okinawa (イタズラなKiss～Love in OKINAWA)
En Beso Travieso 2: Amor en Okinawa, los fanes estarán encantados de encontrar a los novios Naoki (Furukawa Yuki) y Kotoko (Miki Honoka) que van a la pintoresca isla de Okinawa para su luna de miel. Sin embargo, parece que habrá algo de intriga y sorpresas a medida que encuentran algunos compañeros inesperados.
El especial tendrá apariciones de Yuka Masuda (ex-AKB48) y actor Nao Okabe como otra pareja de recién casados en la trama. Los actores taiwaneses Evan Yo, Cheng Lele y Jacob también harán acto de presencia.

##### Reparto
- Miki Honoka como Kotoko Irie /Kotoko Aihara
- Furukawa Yuki como Naoki Irie
- Nishimura Tomomi como Machiko Irie (Madre de Naoki Irie)
- Imoaraizaka Kakaricho como Shigeki Irie (Padre de Naoki Irie)
- Aizawa Yuga como Yuuki Irie (Hermano de Naoki Irie)
- Tanaka Yoji como Shigeru Aihara (Padre de Kotoko Aihara)
- Yuka Masuda (ex-AKB48)
- Nao Okabe
- Evan Yo (A.N.Jell cameo ep 1)
- Cheng Lele (A.N.Jell cameo ep 1)
- Jacob (A.N.Jell cameo ep 1)Miki Honoka como Kotoko Irie /Kotoko Aihara

#### Mischievous Kiss The Movie (イタズラなKiss THE MOVIE)
Ha sido anunciada una nueva adaptación cinematográfica a estrenarse en el otoño japonés de 2016. La dirección de este proyecto está a cargo de Minoru Mizoguchi, amigo personal del viudo de la mangaka original. Los estudios a cargo de la animación serán Studio Gaga y Asia Pictures Entertainment, junto con la agencia musical LDH, la cual será la encargada de producir y distribuir la película.

### Taiwán

#### It Started with a Kiss(恶作剧之吻0)
Yuan Xiang Qin es una chica alegre, optimista y algo torpe que vive con su padre. Desde que entró en el instituto hace 4 años está prendada del genio Jiang Zhi Shu pero el abismo entre ambos era inmenso ya que ella estaba en el aula de menos nivel académico. No obstante eso, Xiang Qin se decide a entregarle una carta de amor a Zhi Shu. Pero Zhi Shu, quien es arrogante y frío que no soporta a las chicas tontas, convierte a Xiang Qin en la burla de todos por su rechazo.
Después de que un terremoto de nivel 2 derrumba su casa, Xiang Qin y su papá se mudan a la casa de un amigo de la universidad de su papá, el tío Ah Li. Por cosas del destino, el simpático y amigable tío Ah Li y su esposa Zhao Zi son los padres del frío y distante, Jiang Zhi Shu. Por mucho que lo intente Xiang Qin no puede dejar de querer a Zhi Shu, así que se dispone a ganarse su amor, para ello cuenta con la ayuda de la mamá de Zhi Shu que desde un principio la vio como una futura nuera/hija.
Zhi Shu por su parte, se siente agobiado y presionado así que niega por completo cualquier tipo de sentimiento hacia ella. Pero lo cierto es que Xiang Qin es la única vía de escape que tiene para salir de la rutina y se divierte a su costa. Xiang Qin comete error tras error, y no faltan rivales que deseen ganarse el amor de Zhi Shu. ¿Conseguirá Xiang Qin ablandar el corazón de Zhi Shu?

##### Reparto
- Ariel Lin es Yuan Xiang Qin 袁湘琴
- Joe Cheng es Jiang Zhi Shu 江直樹
- Jiro Wang es Jin Yuan Feng (Ah Jin) 金元豐
- Tiffany Xu es Pei Zi Yu 裴子瑜
- Jason es Wang Hao Qian 王皓謙
- Chang Yung Cheng es Jiang Li o Ah Li
- Cyndi Chaw es Zhi Shu o Jiang Zhao Zi
- Tang Tsung Sheng es Yuan You Cai o Ah Cai
- Yang Pei Ting es Lin Chun Mei
- Liu Jung Chia es Liu Ya Nong
- Aaron Yan es Ah Bu
- Zhang Bo Han es Jiang Yu Shu
- Bianca Bai es Bai Hui Lan

#### They Kiss Again (惡作劇2吻 (恶作剧2吻))
Incluso después del matrimonio, Xiang Qin y Zhi Shu, experimentan problemas e intromisiones tales como una falsa alarma de embarazo, malentendidos, etc.
Ambos, Xiang Qin y Zhi Shu se cambiaron a la Escuela de Medicina para estudiar Enfermería y Medicina respectivamente. Durante ese tiempo, Zhi Shu conoce a nuevos rivales que desean superarlo y Xiang Qin hace 4 nuevos amigos y uno de ellos, Yang Qi Tai, se sentirá atraído por Xiang Qin y deberá remplazar el lugar de Zhi Shu en el corazón de Xiang Qin.
Aparece una chica extranjera de intercambio en la vida de Xiang Quin y Ah Jin. Christine, se enamora a primera vista de Ah Jin, al igual que Xiang Quin hizo con Zhi Shu, esta decide ganarse el corazón de Ah Jin,
Es interesante señalar que el frío Zhi Shu mediante actos “discretos” muestra el gran amor que le tiene a Xiang Qin. En esta serie podremos encontrar dulzura, amor, celos y mucha alegría….
Tras el rotundo éxito en Taiwán de It Started With a Kiss, que termina cuando Xiang Qin y Zhi Shu (Kotoko y Naoki) se casan, comienzan a rodar una secuela llamada They Kiss Again, en la que se narra la vida después de la boda entre Xiang Qin y Jiang Zhi Shu.

##### Reparto
- Ariel Lin es Jiang Xiang Qin (袁湘琴)
- Joe Cheng es Jiang Zhi Shu (江直樹)
- Jiro Wang es Jin Yuan Feng (金元豐)
- Aaron Yan es Ah Bu (阿布)
- Petty Yang es Lin Chun Mei (林純美)
- Zhang Yong Zheng es Jiang Ah Li (江阿利)
- Cyndi Chaw (Madre de Zhi Shu) (阿利嫂)
- Tang Tsung Sheng es Yuan You Cai (袁有才)
- Zhang Bo Han es Jiang Yu Shu (江裕樹)

##### Secundarios
- Danson Tang es Ouyang Gan (歐陽幹)
- Billie (Madre) 阿布
- Guan Cong (關聰) (Abuelo) 直樹
- Senda Aisa es Mary (瑪麗)
- Gu Xuan Chun es Ah Qiao (阿巧)
- Jason es Wang Hao Qian (王皓謙)
- Tiffany Xu es Pei Zi Yu (裴子瑜)
- Joelle Lu es 君雅' (Madre)
- Ma Nian Xian (馬念先) es Du Ze Sen (杜澤森)
- Kitamura Toyoharu es Qing Yu (青宇)
- Wang Zi (邱勝翊/王子) es Ah Nuo (阿諾) Nobu
- Guan Jia Yun (關嘉芸) es Zhang Jun Ya (張君雅)
- Zhu De Gang (朱德剛) es Zhang Xi Hen (張熙恆)
- Lin Yu Feng (林裕豐) es Xiang Qin (TÍo)
- Hu Pei Ying (胡珮瑩) es Zhao Qing Shui (趙清水)
- Figaro Ceng Shao Zong (曾少宗) es Yang Qi Tai (楊啟太)
- Cai Yi Zhen es Luo Zhi Yi (羅智儀)
- Jiang Pei Zhen (江佩珍) es Zhang Ni Na (章妮娜)
- Xiu Jie Kai(修杰楷) es Zhou Chuan Jin (周傳津)
- Candice Liu es Liu Nong (劉農)
- Li Er (黎兒/粼筱蓉) es Xu Qiu Xian (許秋賢)
- Rui Sha (瑞莎) es Christine (克莉斯汀)
- Lin Jia Yu (林珈妤) (niño) (林好美)
- Meng Geng Ru (孟耿如) (adolescente) 林好美
- Cong Yang (崇洋) (adolescente) 裕樹

#### Miss in Kiss (惡作劇之吻)
Después de un terremoto que destruyó la casa de Xiang Qin, ella y su padre se van a vivir con la familia del compañero de la universidad de su padre, el tío Ah Li. Para su sorpresa, el tío y la tía son los amistosos padres de su compañero de clase frío y distante Jiang Zhi Shu, un genio con un IQ de 200 quien no hace mucho tiempo rechazó su amor de una solo lado. ¿Será que la proximidad podrá darle una segunda oportunidad de ganar el corazón de Zhi Shu? O, ¿Será que su amor por él terminará por sus palabras frías? ¿Qué pasa cuando hay competencia por su corazón?.

##### Reparto
- Dino Lee es Jiang Zhi Shu 江植樹
- Esther Wu es Xiang Yue Qin 向月琴
- Gong Yi Teng (宮以騰) es Jin Zhi Zhu 金支柱
- Xi Wei Lun (席惟倫) es Wu Zi Yu 吳子裕

##### Otros
- Honduras (actor) es Xiang Dong Liu 向東流
- Zhao Zi Qiang (趙自強) es Jiang Chun Shui 江春水
- Chamder Tsai (蔡燦得) es He Pan Yun 何盼雲
- Chen Chang Hong (沈昶宏) es Jiang Yu Shu 江玉樹
- Qiao Ya Lin (喬雅琳) es Shi Li Mei 石理美
- Wen Wen (文聞) es Lin Xiao Sen 林小森
- Wu Cheng Jing (吳承璟) es Du Ya Jun 杜亞鈞
- Frankie Huang es Qin Yi Zhong 秦義重
- Cliff Cho (邱俊儒) es Hu Xu Teng 胡須藤
- Winnie Wu (吳季璇) es Wu Zi Ling 吳子綾
- Wish Zhu (朱威旭) es Wu Zhong Chuan 武中川
- Gao Zhen Peng (高振鵬) es presidente Bai Quan 白泉會長
- Dewi Chien (簡廷芮) es Bai Sha Sui 白莎穗

##### Cameos
- Vincent Liang (梁赫群) (Profesor de Nutrición) (ep 11,21)
- Li Jia Wen (fotógrafo) (ep 12,14,28-29)
- Danny Teng (鄧安寧) (profesor de física) (ep 13,19)

### Corea del Sur

#### Playful Kiss (장난스런 키스)
La historia narra la vida de una estudiante, Oh Ha Ni que está completamente enamorada de Baek Seung Jo un chico de altas notas y gran popularidad, al ser uno de los más guapos de la escuela y el primer lugar en las calificaciones. Oh Ha Ni no tiene un gran intelecto, ni suele sacar buenas notas y también es un poco despistada por lo que únicamente dispone de su persistencia y valor para demostrar a Seung Jo que ella es la chica ideal para estar con él. En el momento de la declaración con una carta, Seung Jo que apenas la conoce la rechaza de manera brusca y fría revisando la ortografía de la carta. Oh Ha Ni decide no darse por vencida y lograr conquistarlo. De repente un “terremoto” arrasa la ciudad y sorprendentemente solo su casa se destruye. Un amigo de su papá los invita a vivir en su casa mientras reconstruyen la suya y de esa manera Oh Ha Ni, para su sorpresa descubre que está viviendo en el hogar de Baek Seung Jo, quien termina siendo el hijo mayor del amigo de su papá. Además, un amigo de Oh Ha Ni, Bong Joon Gu está completamente enamorado de ella y no está dispuesto a dejarla ir tan fácilmente, durante la historia se desatará un triángulo amoroso entre ellos, al que se le sumaran otros personajes.

##### Detalles
- Título:장난스런 키스 / Jangnanseureon Kise
- Título Español: Beso Travieso
- Título Inglés: Playful kiss/ Mischievous kiss/Naughty Kiss
- País: Corea del Sur
- Director: Hwang In Roe, Kim Do Hyung
- Género: Romance, Drama, Comedia
- Cadena: MBC.
- Comienza: 1 de septiembre del 2010
- Termina: 21 de octubre del 2010
- Capítulos: 16
- Temas: Kiss me (GNA), Saying I Love You (SISTAR), One More Time Kim Hyun Joong

##### Reparto
- Kim Hyun Joong como Baek Seung Jo (Naoki Irie)
- Jung So Min como Oh Ha Ni (Kotoko Aihara)
- Lee Tae Sung como Bong Joon Gu (Kinnosuke Nakamura)
- Lee Si Young como Yoon He Ra (Yuuko Matsumoto)
- Jung Hye Young como Hwang Geum Hee (Machiko Irie, Madre de Naoki)
- Oh Kyung Soo como Baek Soo Chang (Shigeki Irie, Padre de Naoki)
- Choi Won Hong como Baek Eun Jo(Yuuki Irie)
- Kang Nam Gil como Oh Ki Dong(Shigero Aihara, Padre de Kotoko)
- Hong Yoon Hwa como Jung Joo Ri (Jinko)
- Yoon Seung Ah como Dok Go MinAh(Satomi)
- Abigail Alderete como Kris(Christina)

### Tailandia

#### Kiss Me ( รักล้นใจนายแกล้งจุ๊บ0)
Taliw es una linda chica animada pero torpe, ha tenido un flechazo con un chico popular y genio, Tenten, un nuevo estudiante que tiene 200 IQ. Tenten acaba de regresar de Japón con su familia. ¿Cómo Taliw se ocupará de sus sentimientos hacia Tenten? A veces, el la trata con amabilidad y se preocupa por ella. Pero a veces bromea y la hace avergonzar delante de todos los estudiantes en su escuela. De los actores de Full House Thai el nuevo remake de Itazura na Kiss.

##### Reparto
Mike D'Angelo como Tenten (irie naoki)
Aom sushar como Taliw (kokotoko irie/ kotoko aihara)

## Anime
El animé cuenta con 25 episodios, producidos por TMS Entertainment y transmitidos por Tokyo Broadcasting System a partir del 4 de abril y hasta el 25 de septiembre de 2008. El número 24 es el verdadero final de la serie, el 25 es un recuerdo de cuando Kotoko conoce a la familia de la mamá de Irie.
Banda sonora:
- Opening Kimi, Meguru, Boku de Motohiro Hata
- Ending Kataomoi Fighter de GO!GO!7188
- Itazuka na Kiss Original Soundtrack, compuesta por Takanashi Yasuharu
- Ending 2 Jikan Yo Tomare AZU con SEAMO

### Episodios
| Episodio | Título                                           | Descripción |
| -------- | ------------------------------------------------ | --- |
| 01       | "Broma del destino"                              | Kotoko decide declararse a Naoki con una carta, la cual es rechazada al instante de forma muy fría, además, al rato, este le dice que "odia a las chicas estúpidas" (teniendo en cuenta que Kotoko está en la peor clase y Naoki es el mejor alumno del instituto). Esa tarde Naoki se la encuentra y la ignora por completo. Su amigo fue y le reclamó bruscamente a Naoki por su comportamiento y el también fue ignorado. Después regresa a su casa con su padre y sus amigos, como su casa era muy pequeña, al poco rato pasó un terremoto. |
| 02       | "Vivir juntos es peligroso"                      | Kotoko decide vencer a Naoki en la prueba de mitad de semestre, pero al ver que esto es imposible, dice conformarse con estar entre los cincuenta mejores. La madre de Naoki le da una foto de él cuando era bebé (vestido de niña). Con esa foto Kotoko amenaza a Naoki con mostrársela a toda la escuela a cambio de que la ayude a estar entre los 50 primeros de la tabla de estudiantes. Al final Kotoko lo logra. |
| 03       | "Testigo de toque romántico"                     | Kotoko y Naoki estarán en el mismo torneo de "relevo mixto". Cuando están en la competencia, Irie-kun pasa a Kinnosuke y gana la carrera, pero justo en el mismo instante empujan a Kotoko por lo que cae al suelo, Naoki tropieza con ella y se le cae encima, Naoki lleva a Kotoko a la enfermería cargándola en su espalda, ese mismo día, por la tarde, Irie-kun dice que algún día podría llegar a amar a Kotoko... |
| 04       | "Emocionantes vacaciones de verano"              | Son vacaciones de verano pero Kotoko y sus amigos deben ir a clases extra. Al terminarlas van a un parque acuático y se encuentran a Naoki y a su hermano Yuki. Mientras Yuki decide espiar a Kotoko se tropieza a una piscina y Kotoko lo salva. Después, en un tobogán a Kotoko se le acalambra la pierna y Naoki la salva. Los padres de naoki y Kotoko deciden ir a casa de sus padres dejando a naoki y Kotoko solos... |
| 05       | "El momento crucial! La clase F gana la batalla" | Se vienen los exámenes finales para poder entrar a la universidad. La clase F necesita a Naoki como tutor después de que resolvió un libro en 15 minutos. Naoki se niega la principio pero termina siendo el tutor de la clase F. Kotoko trabaja hasta ganarse el dinero suficiente para comprarle un buen regalo de Navidad a Naoki. |
| 06       | "Chocolates, exámenes y el mal de ojo"           | Empiezan los exámenes de admisión para la universidad y también se aproxima san Valentín, por lo que Kotoko prepara un chocolate, pero no se lo entrega a Naoki ya que al probarlo sintió un retorcijón en el estómago (que al final termina siendo apendicitis). Cuando Irie-kun va a tomar la prueba para entrar a la universidad de Tokio, a Kotoko le vuelve el dolor de estómago por lo que este la lleva al hospital y no toma los exámenes. Al final del episodio Kotoko intenta irse de la casa de los Irie pero naoki la detiene. |
| 07       | "Beso rencoroso"                                 | Es el último día de escuela y así también, la graduación. Luego de un tormentoso día lleno de errores de parte de Kotoko, la clase A y F celebran esto por coincidencia en el mismo lugar. Aquí Naoki se burla de los sentimientos de Kotoko y ella se desquita mostrando una de las fotos que le iba dado la madre de Irie-kun (vestido de niña). El la agarra del brazo y la lleva a un callejón donde ella le dice que se va a olvidar de él pero entonces este la besa. |
| 08       | "¡¿La vida de campus que he deseado?!"           | Es el primer día de universidad de Kotoko y de Irie-kun y, a pesar de lo que ocurrió en el capítulo anterior, las cosas entre ellos siguen igual. Al llegar al Campus, Kotoko se encuentra con la sorpresa de que casi todos sus compañeros de Instituto, también serán sus compañeros dentro de la Universidad. Kotoko y sus amigas reciben muchas opciones de Clubes universitarios, sin embargo ella quiere unirse al mismo que el que se una Irie-kun, pero esta vez, hay un inconveniente aún peor entre ellos: Matsumoto una chica linda e inteligente que está en la clase de Irie-kun. |
| 09       | "¡Aspiraciones para una cita!"                   | Kotoko y Sudou-Sempai Siguen a Irie-kun a una cita con Matsumoto, pero este los descubre. Luego Naoki lleva a Kotoko a un lago a andar en bote y le cuenta que si una pareja pasea por ese lago, esta se separará. Kotoko de la sorpresa cae al agua y de paso empuja a Irie-kun. |
| 10       | "Adiós día lluvioso"                             | El padre de Kotoko decide que es mejor que se vayan de casa de los Irie y así lo hacen. Al día siguiente, Kotoko llega por accidente hasta la casa de los Irie y ve a Yuuki tirado en el suelo y con un fuerte dolor de estómago. Con la ayuda de Naoki lo lleva al hospital. |
| 11       | "¡beso, beso! en sueños".                        | Naoki comienza a trabajar en un lugar turístico llamado "Villa Romance". Kotoko, Sudou-sempai, yuuki, matsumoto y su hermana van hasta allá. Kotoko sueña con que Naoki la besa, pero proclama que fue un beso muy real. Luego Kotoko y Yuuki se pierden en el bosque y Naoki la rescata. |
| 12       | "Corazones que se cruzan".                       | El padre de Naoki cae enfermo por lo que su compañía entra en peligro y la única forma de salvarla es que Naoki asista a una entrevista de matrimonio con la Hija de un socio. Kotoko y Matsumoto intentan arruinarles la tarde, sin embargo terminan cayendo en su propia trampa. |
| 13       | "Periodo de amor"                                | Kin-chan, otra vez pide a Kotoko que sea su esposa, pero esta vez, lo hace en serio, Kotoko dice que lo pensará. El padre de esta decide que es mejor que se cambien de hogar y le dice que por después se lo comunicará a su amigo Irie. Naoki se entera de que kinuuske le pidió matrimonio a Kotoko, mientras que ella debe responderle hoy a Kin-chan. pero esto acaba mal y Kotoko sin quererlo se le escapa el nombre de Irie-kun. Así, se va sola bajo la lluvia, mientras que al salir del metro, nota que alguien la está esperando y ese alguien es Irie-kun. |
| 14       | "El mejor beso"                                  | Irie-kun va a buscar a Kotoko a la salida del metro y le pregunta por Kin-chan, Kotoko intenta negar lo que siente por Irie-kun, pero le resulta imposible y lo admite, este la besa y la lleva rápidamente a casa, aquí le dice a su padre que le de la bendición para casarse con Kotoko después de salir de la Universidad, pero olvida que no se puede subestimar a su madre, la que programa la ceremonia para dos semanas más. Llega el día de la boda y Yuuki le confiesa a Kotoko que fue besada por Irie- kun en villa romance. A pesar de que Naoki no luce muy feliz, celebran una hermosa boda juntos. |
| 15       | "Pánico en la luna de miel"                      | Después de la boda de Kotoko y Naoki pasan la celebración de su boda. Pasan las fotos de ellos cuando niños (pero solo pasan a Kotoko de bebe) y a Naoki vestido de niña (gracias a su madre), aunque no se le ve muy feliz. Luego de su ceremonia de boda se van de viaje a Hawaii para su luna de miel. |
| 16       | "Persiguiendo la felicidad"                      | Kotoko decide que se convertirá en enfermera para poder ser una buena esposa para Irie-kun,todos se encuentran sorprendidos, sobre todo Yuuki, quien cree que es arriesgado para los pacientes, pero para la sorpresa de todos Irie apoya la decisión de Kotoko. Chris debe volver a Inglaterra, pero si Kinnosuke pide que se quede ella lo hará, por lo que Kotoko y sus amigas hacen lo posible para que Kinnsuke se enamore de ella, pero Chris al regalarle un suéter a Kinnosuke hecho por ella junto con otro que hacía juego Kinnosuke se molesta y le dice que regrese a su país ya que él jamás amará a alguien que no sea Kotoko, Chris se marcha muy triste y Kotoko se enfada con Kinnosuke por ser tan cruel.Al final Kinnosuke va al aeropuerto con el suéter tejido por Chris y admite que está empezando a quererla, pero Chris ya se había ido y no podía escucharlo. Después aparece Chris ante Kotoko y Kinnosuke y les dice que decidió quedarse ya que no podía olvidarse de Kin-chan,por lo que Chris lo besa, al llegar Kotoko a casa se encuentra con la sorpresa de que está embarazada, Irie se sorprende y decide acompañarla al médico para comprobarlo, pero entonces se sabe que solo era una inflamación de estómago, Kotoko se desilusiona y entonces Irie le recuerda que los resultados de la prueba de enfermería salían ese mismo día, por lo que la acompaña y ve que Kotoko había pasado la prueba y lleva a algún lugar para que puedan tener una cita ya que ese era el acuerdo si Kotoko pasaba el examen. |
| 17       | "Envidiable cara nueva"                          | Kotoko entra al departamento de enfermería donde conoce a sus amigas Ogura Tomoko, Shinagawa Marina, a sus amigos Kamagori Keita y Kikyou Motoki. Todos ellos piensan que ella no sabe nada de Irie-kun, así que la llevan a un paseo por el departamento de medicina donde está Irie para que lo conozca, pero como a Kotoko no le dan la oportunidad de que les explique que ella es la esposa de Irie-kun, y el entrenador de tenis casi lo dice así que actúa rara. Luego como castigo por no haberles dicho a sus amigos le dicen a Kotoko que tiene que organizar una reunión con los estudiantes del departamento de medicina y que por supuesto debe de estar allí Irie-kun, ella le dice pero el no acepta al principio pero después lo acepta. Luego van a tomar y Keita le pregunta a Kotoko que si no está enojada porque están coqueteando con su esposo. |
| 18       | “Triángulo de mal temple”                        | Kotoko sigue esforzándose para convertirse en enfermera, aunque Naoki se muestra frío y distante con ella, lo que disgusta a Keita. Durante la práctica de autopsia, Kotoko se desmaya y Keita la lleva a la enfermería. Mientras ella está inconsciente, Keita está a punto de besarla, pero entonces llega Naoki y le advierte que no se le ocurra fijarse en la esposa de otro. Más tarde, Keita acompaña a Kotoko a su casa, despertando las sospechas de la madre de Naoki. La noche siguiente Kotoko sale con sus compañeros a beber. Keita le dice que si Naoki la amara de verdad no la trataría así y, cuando Kotoko se va, la sigue y fuera del bar la abraza y le pide que abandone a su marido. |
| 19       | “Loco por tí”                                    | Kotoko vuelve a su casa confusa por las palabras de Keita. Naoki sigue comportándose de manera fría hacia ella. Chris sufre un accidente en la cocina de la facultad y Kinnosuke le pide que se case con él. Kotoko le pide a Naoki ir juntos al parque donde pasearon en bote, pero él se niega. Esto provoca una discusión entre ambos en la que una enfadada Kotoko le reprocha a su marido que ya no se preocupa por ella, que ya no la ama, y que Keita la trata mucho mejor que él. Naoki acaba abofeteando a Kotoko, y ella se va de casa y pasa la noche en casa de Tomoko, bebiendo con sus amigas. A la mañana siguiente, en la cafetería de la facultad, delante de todo el mundo, Keita le dice a Kotoko que la ama y le pide que se vaya a vivir con él. Entonces aparece Naoki, que admite que su comportamiento se debía a que estaba celoso y nunca se había sentido así. Enfrentándose a su rival, le dice que él necesita a Kotoko a su lado y Keita no. Al oír esto, Kotoko se abraza a Naoki y Keita, derrotado, se va. |
| 20       | “La promesa de Nightingale”                      | Se aproxima el momento de la ceremonia en la que las aspirantes a enfermeras son reconocidas como tales y reciben su gorra antes de empezar sus prácticas. También es costumbre que los estudiantes de medicina les regalen flores, pero Kotoko está triste porque Naoki no asistirá a la ceremonia ya que tiene una reunión en Nagoya y pasará fuera toda la noche. Kotoko es elegida para recitar el juramento de Nightingale durante la ceremonia, y Motoki se lleva una gran decepción al saber que, por ser un chico, no recibirá el tradicional gorro de enfermera. En el transcurso de la ceremonia, Motoki aparece vestido de enfermera y, gracias al apoyo de todos sus compañeros, consigue que le den una gorra como a las demás. Tras la ceremonia, Kotoko se queda a solas en el salón y allí la encuentra Naoki, que ha logrado llegar al último tren para poder estar con ella. Cuatro años después, Kotoko ya es enfermera en el mismo hospital en el que Naoki es doctor. Marina y Motoki se emocionan al saber que Nobuhiro, un famoso y atractivo modelo, está en el hospital. Intentan conseguir su autógrafo, pero él se niega mostrándose arrogante. Sin embargo, al ver a Kotoko, la abraza y le dice que la ha echado de menos. |
| 21       | “El chico de vidrio”                             | Nobuhiro resulta ser Non-chan, el niño que fue compañero de habitación de Yuuki cuando estuvo hospitalizado. Ahora es una celebridad pero sigue teniendo una salud delicada, y además su personalidad ha cambiado: es cínico y egoísta, y actúa como si nada le importase. Naoki le propone una operación que podría curarlo, pero él se niega. Finalmente, gracias a la insistencia de Kotoko, Nobuhiro acepta operarse. |
| 22       | “El mejor regalo”                                | La operación de Nobuhiro es un éxito. Se acerca el 26º cumpleaños de Kotoko, que desea celebrarlo con una cita romántica con Naoki, con una cena y pasando la noche en un hotel. Llegado el día, camino del hotel, Kotoko es testigo de un accidente de tráfico, atiende a la víctima y la acompaña al hospital. Por ello llega muy tarde a su cita y con la ropa sucia, temiendo que Naoki se haya marchado ya. Pero él, sabiendo lo importante que era para ella la cita, la ha esperado, y la cita es un éxito. Más tarde, ambos son enviados a la sección de Medicina Interna, necesitada de personal, donde encuentran a Matsumoto, que ha sufrido un desmayo, y a Sudou, que la ha llevado al hospital. Tras un largo día de trabajo, Kotoko se siente agotada y con algo de fiebre. Su suegra le sugiere que tome algo de medicina, pero entonces Naoki le pregunta si no estará embarazada. |
| 23       | “Tú, muévete, yo”                                | Se confirma el embarazo de Kotoko. Por los comentarios de sus amigas, Kotoko empieza a temer que Naoki le sea infiel, y empieza a espiarlo, aunque al final se da cuenta de que no tiene motivos para dudar de él. Matsumoto vuelve al hospital; padece una úlcera duodenal y necesita ser ingresada para un examen a fondo, pero ella se niega, porque está muy ocupada con su empresa, pero al final accede. Kinnosuke abre su propio restaurante y se compromete con Chris, recibiendo la aprobación de la madre de ella, una célebre actriz. Matsumoto sigue en el hospital, mientras Sudou pasa allí mucho tiempo preocupado por ella. Kotoko nota por primera vez cómo se mueve su bebé. |
| 24       | “Feliz Carnaval de amor”                         | El embarazo de kotoko sigue su curso. Chris y Kinnosuke también están esperando un hijo. Kotoko sigue trabajando, pero un día camino de casa se desmaya. Aunque no es nada grave, le aconsejan tomar la baja por maternidad y descansar. Naoki se siente culpable porque ha estado tan enfrascado trabajando en su tesis que no se ha dado cuenta de que Kotoko no se sentía bien. Más tarde, acepta ir con ella a clases de maternidad, pero Kotoko se pone de parto. Mientras están en el hospital, Matsumoto es ingresada con una hemorragia. Necesita una operación urgente, pero todos los cirujanos están ocupados y al final, animado por Kotoko, Naoki decide operarla él mismo. Mientras Kotoko da a luz y recuerda algunos de los momentos de su relación con Naoki, su marido opera a Matsumoto. Cuando termina (con éxito) corre al lado de Kotoko y puede conocer a su hija recién nacida. Cuatro años después, Kotomi, la hija de ambos, es una niña llena de energía que, al igual que su madre, está loca por Naoki. Los tres van de pícnic mientras vemos imágenes de los otros personajes: Chris y Kinnosuke con su hijo, la boda de Sudou y Matsumoto, las amigas de Kotoko, jinko y Satomi, también casadas y con hijos, Yuuki en una cita con una chica (siendo espiado por su madre)... Al final, Kotoko y Naoki se besan y lo último que vemos es una foto enmarcada de los dos con Kotomi. |
| 25       | “Hola de nuevo”                                  | Naoki y Kotoko viajan al campo con Kotomi para visitar a la familia materna de él. Esto sirve a ambos para recordar su anterior visita. Fue al poco de casarse, cuando Naoki llevó a su esposa a conocer a su familia, especialmente a sus abuelos. Su severo abuelo quiso comprobar que Kotoko era una esposa digna de su nieto y la hizo trabajar muy duro en la granja para ponerla a prueba, ante las burlas del resto de la familia. Sin embargo, Kotoko iba a recibir una ayuda inesperada por parte de alguien muy especial. |